# Cultura tibetana

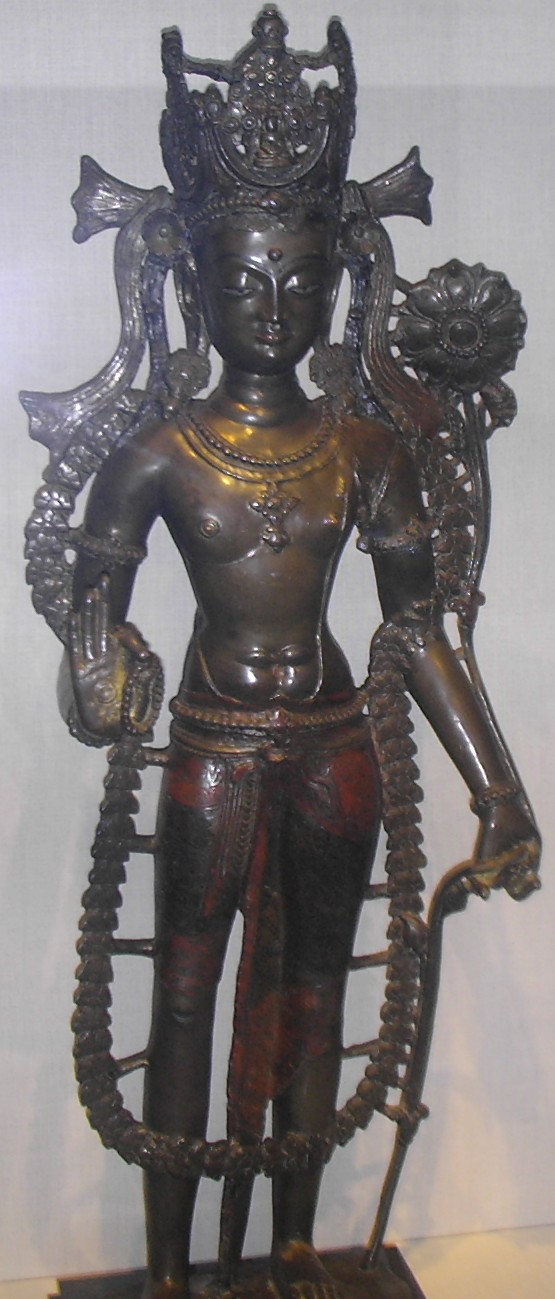
Escultura tibetana.

La cultura tibetana es el conjunto de creencias, tradiciones y arte de la región del Tíbet, siendo de naturaleza profundamente religiosa. La influencia amplia del budismo tibetano en la cultura y el arte se puede encontrar en casi todos los objetos y aspectos de la vida cotidiana. Se manifiesta en las estatuas exquisitamente detalladas que se colocan en los Gompas, como también en tallas en madera e intrincados diseños en las pinturas Thangka. 
Hacia el siglo XI hizo su aparición la pintura Thangka, un sincrestismo de pintura en pergaminos china y estilos de Nepal y Cachemira. En formato rectangular y realizada sobre tela de algodón o lino, se caracteriza por sus motivos tradicionales que presentan temas religiosos, astrológicos, y teológicos, y a veces el mandala. Para ayudar a preservar los colores, se utilizan pigmentos orgánicos y minerales, las pinturas son enmarcadas en coloridos brocatos de seda.

## Festivales

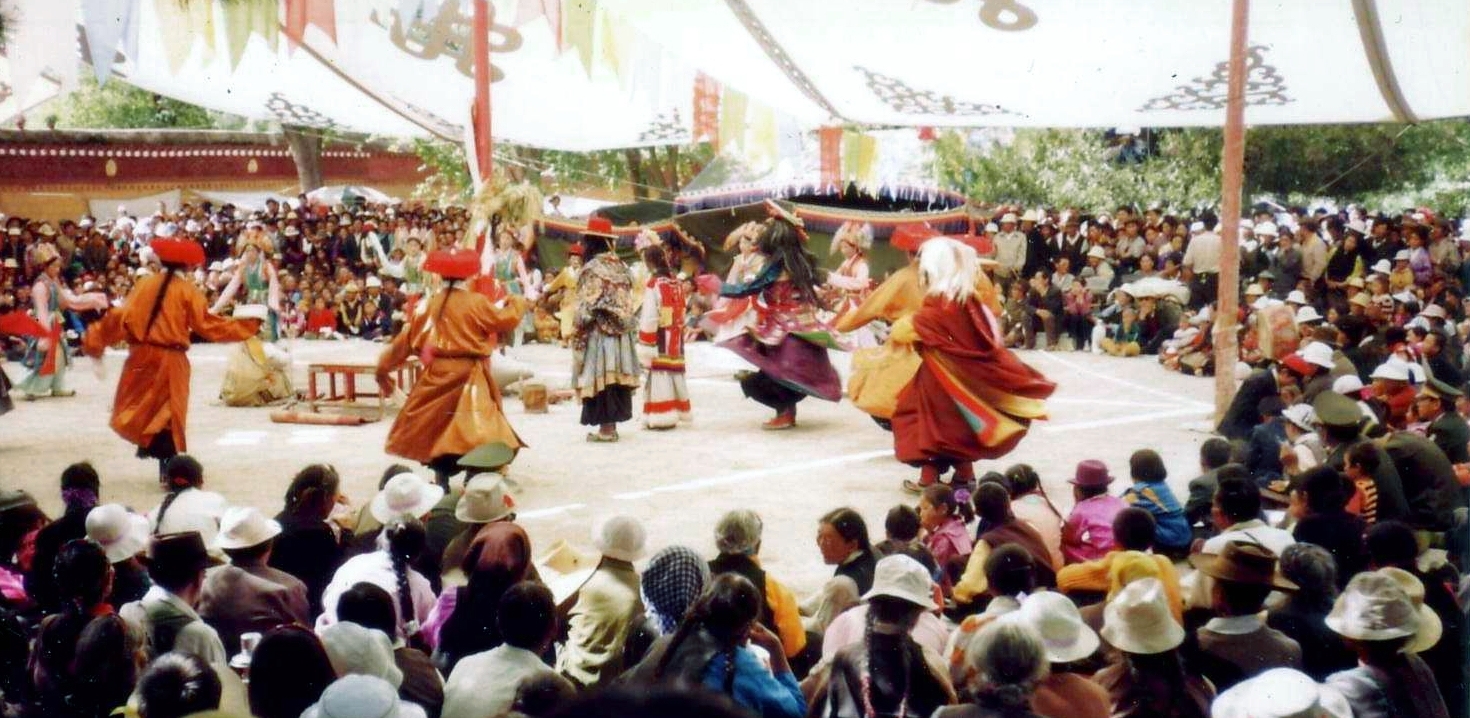
Festival Sho dun (Shotun).

Los festivales tibetanos tales como Losar (festival del año nuevo), Shoton, y el Festival del Baño se encuentra muy arraigados en la religión indígena, y también contienen influencias extranjeras. Cada persona participa del Festival del Baño en tres oportunidades: al nacer, al contraer matrimonio, y al morir. Existe la creencia extendida que las personas no deben bañarse en forma rutinaria, sino solo en ocasiones muy importantes. Los festivales tibetanos son una gran fuente de entretenimiento y pueden incluir justas o competencias tales como carreras de yak.  En el Monlam, durante el cual se realizan eventos deportivos, comidas al aire libre y danzas.

## Poliandria y poliginia
Los tibetanos practican la poliandria. El escritor austríaco, Heinrich Harrer en sus memorias sobre su vida en Tíbet a mediados de la década de 1940 relata encuentros con nómadas que practicaban la poliandria: "Nos sorprendimos al descubrir que entre los nómadas se practicaba la poliandria." "Cuando varios hermanos comparten la misma esposa, el mayor es siempre el jefe de la casa y los otros solo poseen derechos cuando el hermano mayor no se encuentra en el hogar o busca diversión en otra parte."
Harrer también menciona la práctica de la poliginia en un caso particular: un hombre contrae matrimonio "con varias hermanas en una casa en la que no existe un hijo varón y descendiente." "De esta forma se evita que la fortuna familiar se disperse."